# HD 156668 b
HD 156668 b — экзопланета, которая обращается вокруг звезды HD 156668 на расстоянии 78,5 световых лет от Земли в созвездии Геркулеса.
Минимальная масса планеты оценивается в 4,15 масс Земли, планета относится к сверхземлям. Большая полуось орбиты оценивается в 0,05 а. е.. На момент открытия планета являлась второй самой маломассивной планетой, открытой с помощью метода Доплера. Меньше только планета Глизе 581 e, которая была открыта 21 апреля 2009 года и имеющая массу 1,94 земной. Радиальная скорость звезды, составляет всего 1,89 м/с - наименьший известный зафиксированный результат. Планета была открыта 6 января 2010 года, и стала восьмой открытой экзопланетой в 2010 году.
Материнская звезда представляет собой слабый оранжевый карлик спектрального класса K2V со светимостью равной 27% светимости Солнца, масса звезды составляет 38% от солнечной, а радиус - 75%.